# Osttimoresisch-sri-lankische Beziehungen
Die osttimoresisch-sri-lankische Beziehungen beschreiben das zwischenstaatliche Verhältnis Osttimor und Sri Lanka. 

## Geschichte

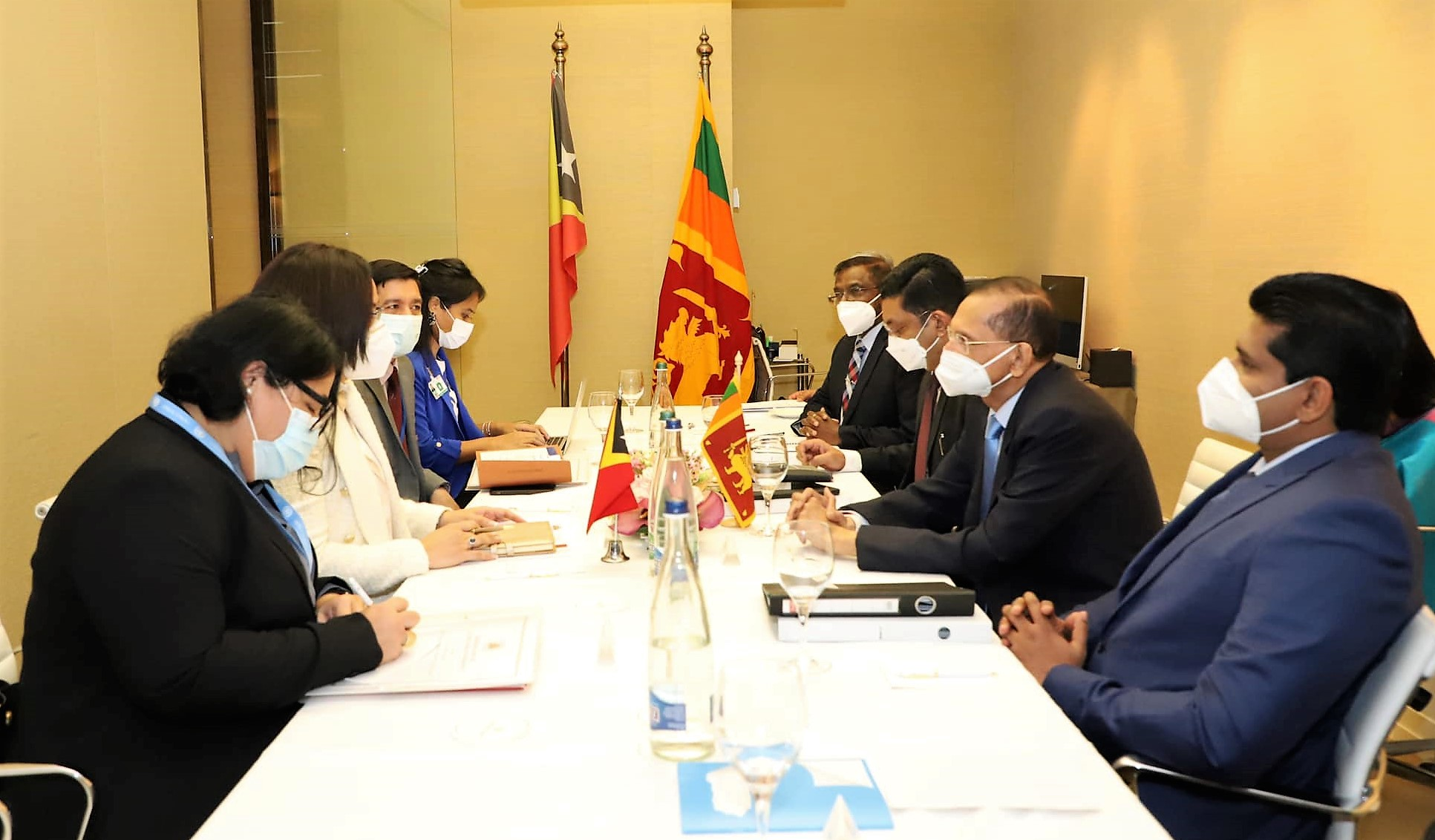
Treffen der Außenminister (2022)

Von 1975 bis 1999 hielt Indonesien Osttimor besetzt. Mit der Friends of the Third World gab es in Sri Lanka eine Nichtregierungsorganisation, die sich für die Unabhängigkeit Osttimors von Indonesien einsetzte.
Nach Ende der indonesischen Besetzung beteiligte sich Sri Lanka sowohl bei der Unterstützungsmission der Vereinten Nationen in Osttimor (UNMISET), als auch bei der Integrierten Mission der Vereinten Nationen in Timor-Leste (UNMIT).
2011 unterstützte das Kabinett Osttimors, als Zeichen der Solidarität, Sri Lanka nach einer Flutkatastrophe mit 500.000 US-Dollar.
2018 war im Rahmen des Asian Network for Free Elections (ANFREL) Alcino Baris, Präsident der Comissão Nacional de Eleições Osttimors, zu Gast bei Sri Lankas Staatspräsidenten Maithripala Sirisena.
Am 27. Februar 2022 trafen sich Osttimors Außenministerin Adaljíza Magno und Sri Lankas Außenminister Gamini Lakshman Peiris in Genf zu Gesprächen über die Aufnahme von diplomatischen Beziehungen. Dies geschah am 4. Mai 2022.

## Diplomatie
Die beiden Staaten verfügen nicht über diplomatische Vertretungen in dem jeweils anderen Staat.

## Wirtschaft
Für 2018 registrierte das Statistische Amt Osttimors den Import von wissenschaftlichen oder medizinischen Geräten Sri Lanka im Wert von 635 US-Dollar. 2016 gab es Reexporte nach Sri Lanka in einer Höhe von 23.000 US-Dollar.

## Einreisebestimmungen
Osttimoresen können ein eVisa für Sri Lanka erhalten.